# Chiesa di San Giacomo Apostolo (Valdobbiadene)
La chiesa di San Giacomo Apostolo,  o anche più semplicemente solo chiesa di San Giacomo, è la parrocchiale di Guia, frazione di Valdobbiadene, in provincia di Treviso e diocesi di Padova; fa parte del vicariato di Quero-Valdobbiadene.

## Storia
La prima citazione di una cappella a Guia risale al 1314 ed è conservata in un elenco di pievi e regole dell'area trevisana; nel 1520 il vescovo di Padova Marco Cornaro rilevò che essa dipendeva dalla parrocchia di Santo Stefano.
La chiesa guiese fu eretta a parrocchiale nel 1674 con decreto del vescovo Gregorio Barbarigo; egli stesso, durante la sua visita del 1686, annotò che in essa erano presenti quattro altari, ovvero il maggiore e tre laterali intitolati rispettivamente alla Madonna del Rosario, alla Concezione di Maria e a Sant'Antonio.
Nel 1829 fu posta la prima pietra della nuova chiesa; l'edificio venne poi portato a compimento nel 1853 e consacrato nel 1885 dal vescovo Giuseppe Callegari.
Tra il 1917 e il 1918, durante il primo conflitto mondiale, quando il fronte passava proprio nella zona di Valdobbiadene, la parrocchiale fu gravemente danneggiata dall'esplosione di alcune granate; nel dopoguerra, l'edificio venne ripristinato tra il 1922 e il 1926.
La chiesa fu danneggiata nuovamente dall'evento sismico del 1936; nel 1947 vennero realizzate le decorazioni dell'interno e nel 1972 si procedette alla costruzione della torre campanaria, inaugurato il 30 dicembre di quell'anno.
Nel 1985 la parrocchiale venne adeguata alle norme postconciliari e due anni dopo si provvide a consolidare il tetto; nel 2012 fu rifatta una parte del pavimento.

## Descrizione

### Esterno
La facciata a capanna della chiesa, rivolta a occidente, è scandita da quattro paraste sorreggenti la trabeazione aggettante e presenta al centro il portale d'ingresso architravato.
Ad alcuni metri dalla parrocchiale si erge su un alto basamento a scarpa il campanile a pianta quadrata; la cella presenta su ogni lato una bifora ed è coronata dalla guglia piramidale poggiante sul tamburo.

### Interno
L'interno dell'edificio, la cui pianta è a croce greca, si compone di un'unica navata, sulla quale si affacciano i bracci del transetto, ospitanti gli altari della Madonna del Rosario ed del Sacro Cuore di Gesù, e le cui pareti sono scandite da semicolonne sorreggenti il cornicione sopra il quale s'imposta la volta; al termine dell'aula si sviluppa il presbiterio, a sua volta chiuso dall'abside di forma semicircolare.
Qui sono conservate diverse opere di pregio, tra le quali la statua in gesso con soggetto San Francesco d'Assisi e le due pale raffiguranti rispettivamente la Comunione degli apostoli e la Guarigione d'un epilettico, dipinte da Teodoro Licini negli anni quaranta del XX secolo.